# Богдан Милановић Крајишник
Богдан Милановић - Крајишник (1877 — 1902) је био српски песник.

## Биографија
Богдан је био родом из петровачког села Суваје. Богданов отац Раде и мајка Мара су због буне пребегли из Босне у Лику, да би се касније по Богдановом рођењу вратили на старо огњиште, где је Богдан у Петровцу завршио основну школу. Прве песме штампао је већ у седамнаестој години, а  био је и сарадник часописа Босанска вила. Био је ожењен Милком, ћерком Косте Кујунџића, народног првака из Ливна, са којом је имао ћерку. Умро је годину дана након рођења ћерке.

## Дела
- Први цијетак - пјесме за одраслију српску младеж (1895, Велика Кикинда)[3]
- Шта учини љубав (1896, Вршац)
- Крајишкиње - збирка песама (1901)